# Christian Gross
Christian Jürgen Gross, mais conhecido como Christian Gross (Zurique, 14 de Agosto de 1954), é um treinador e ex-futebolista suíço que atuava como Zagueiro. Atualmente está sem clube.

## Títulos

### Como treinador
Grasshopper
- Campeonato Suíço: 1995, 1996
- Copa da Suíça: 1994

Basel
- Campeonato Suíço: 2002, 2004, 2005, 2008
- Copa da Suíça: 2002, 2003, 2007, 2008